# 2012년 한국프로야구 골든글러브
2012년 한국 프로 야구 골든 글러브상 시상식은 2012년 12월 11일 서울 삼성동 코엑스 컨벤션센터 오디토리움에서 열렸다. 두산, 한화, 신생 구단 NC 팀에서는 수상자가 없었다. 2012년 최다 득표자는 유격수포지션에서 압도적인 성적을 기록한 강정호였다. 두산은 2년 연속으로 골든글러브 시상식에서 구경꾼이 되었다.

## 부문별 수상자
| 부문     | 이름                 | 소속                                 | 여타 후보 (소속팀) |
| -------- | -------------------- | ------------------------------------ | --- |
| 투수     | 장원삼               | 삼성 라이온즈                        | 오승환 삼성 라이온즈 미치 탈보트 삼성 라이온즈 스콧 프록터 두산 베어스 브랜든 나이트 넥센 히어로즈 류현진 한화 이글스 |
| 포수     | 강민호               | 롯데 자이언츠                        | 진갑용 삼성 라이온즈 양의지 두산 베어스                                                                               |
| 지명타자 | 이승엽               | 삼성 라이온즈                        | 홍성흔 두산 베어스 이진영 LG 트윈스 이호준 NC 다이노스                                                                |
| 1루수    | 박병호               | 넥센 히어로즈                        | 박정권 SK 와이번스 박종윤 롯데 자이언츠 김태균 한화 이글스                                                            |
| 2루수    | 서건창               | 넥센 히어로즈                        | 정근우 SK 와이번스 안치홍 KIA 타이거즈                                                                                |
| 3루수    | 최정                 | SK 와이번스                          | 박석민 삼성 라이온즈 황재균 롯데 자이언츠 정성훈 LG 트윈스                                                            |
| 유격수   | 강정호               | 넥센 히어로즈                        | 김상수 삼성 라이온즈 김선빈 KIA 타이거즈 이대수 한화 이글스                                                           |
| 외야수   | 손아섭 이용규 박용택 | 롯데 자이언츠 KIA 타이거즈 LG 트윈스 | 박한이 삼성 라이온즈 김강민 SK 와이번스 김현수 두산 베어스 김원섭 KIA 타이거즈 김주찬 KIA 타이거즈 이병규 LG 트윈스   |

## 특별상 수상자
- 사랑의 골든 글러브 - 김태균 (한화)
- 페어플레이상 - 박석민 (삼성)
- 골든포토상 - 김광현 (SK)

## 같이 보기
- 대한민국의 프로 야구
- 한국 프로 야구 골든 글러브상